# Liam Fox

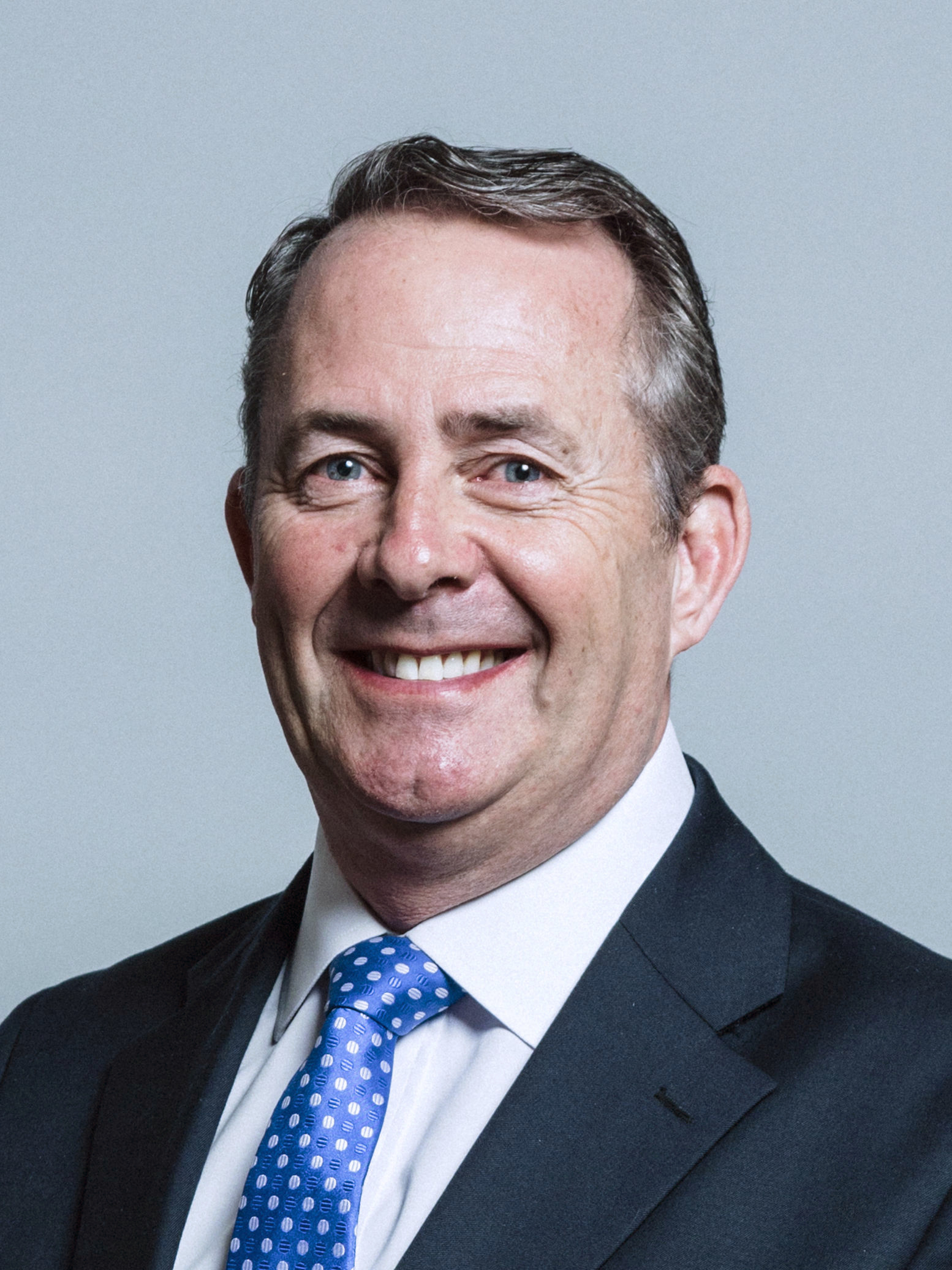
Liam Fox (2017)

Liam Fox (* 22. September 1961 in East Kilbride, South Lanarkshire, Schottland) ist ein britischer Politiker der Conservative Party. Von Juli 2016 bis Juli 2019 bekleidete er den Posten des Ministers für internationalen Handel in den Kabinetten May I und II.

## Familie, Ausbildung und berufliche Tätigkeit
Liam Fox entstammt einer katholischen Familie. Der Sohn eines Lehrers studierte nach dem Besuch der St. Bride’s Highschool Kilbride Medizin an der University of Glasgow und schloss dieses Studium 1983 mit einem Bachelor of Medicine, Bachelor of Surgery (als MB ChB) ab. Anschließend war er als Allgemeinmediziner tätig.

## Politik
Seine politische Laufbahn begann, als er bei den Unterhauswahlen 1992 zum Mitglied des House of Commons gewählt wurde, in dem er seitdem den Wahlkreis Woodspring vertritt.
Zwischen 2003 und 2005 war er zusammen mit Maurice Saatchi Co-Vorsitzender (Chairman) der Conservative Party. Fox, der als Europaskeptiker gilt, war außerdem auch 1999 bis 2003 Gesundheits- und 2005 Außenminister im Schattenkabinett seiner Partei und Mitgründer der amerikanisch-britischen Denkfabrik „Atlantic Bridge“.
Seit dem 11. Mai 2010 war Fox Verteidigungsminister im Kabinett von David Cameron. Am 14. Oktober 2011 trat er von diesem Amt zurück, nachdem er wegen der Vermischung privater und beruflicher Kontakte in die Kritik geraten war. Er hatte bei Dienstreisen mehrfach einen engen Freund dabei gehabt, der als Lobbyist für die Rüstungsindustrie arbeitet.
In einem Interview mit der BBC am 20. Dezember 2015 erklärte Fox, dass er bei einem künftigen Referendum für den Austritt des Vereinigten Königreichs aus der Europäischen Union stimmen wolle. Das Ziel einer politischen Union Europas sei nicht im Interesse Großbritanniens. Nachdem die Befürworter des EU-Austritts beim Referendum siegreich waren und in der Folge David Cameron seinen Rücktritt als Premierminister und Vorsitzender der Konservativen Partei für September 2016 angekündigt hatte, erklärte Fox im Juni 2016 seine Kandidatur für dessen Nachfolge. Seine Konkurrenten waren  Innenministerin Theresa May, Justizminister Michael Gove, Energiestaatssekretärin Andrea Leadsom sowie Arbeits- und Rentenminister Stephen Crabb. Fox schied in der ersten Runde der Vorwahlen mit nur 16 von 329 Stimmen aus. Er erklärte daraufhin, in den weiteren anstehenden Wahlrunden Theresa May unterstützen zu wollen. Nach der Ernennung Theresa Mays zur Premierministerin wurde Fox zum Minister für internationalen Handel ernannt. Nachdem Boris Johnson am 24. Juli 2019 das Amt des Premierministers übernahm, kündigte er seinen Rücktritt an.